# Театральная мастерская
Театральная мастерская — театр, существовавший в Ростове в начале XX века.

## История
Театр создал юный режиссёр Павел Вейсбрём в 1917 году. Перед уходом из Ростова белых, Вейсбрём с родителями, весьма состоятельными людьми, покинул Россию, уехав в Париж.
В репертуаре молодого коллектива были исключительно поэтические представления: «Пир во время чумы», «Маскарад», пьесы Блока, Ремизова, Гоцци и др.
В 1920 году на крошечной сцене ростовского кафе «Подвал поэтов» состоялась премьера пьесы В. Хлебникова «Ошибка смерти» (режиссёр А. Надеждов). Сам Велемир Хлебников присутствовал и на репетициях «Театральной мастерской» и непосредственно на премьере. Илья Березарк полагал, что эта была первая театральная постановка в творческой биографии Хлебникова.
С 1920 года «Театральная мастерская» работала при подотделе искусств Донского областного отдела народного образования в качестве передвижного театра драмы. Театр располагался по адресу ул. Большая Садовая, 25. Театр проводил литературные вечера в течение 1920 года в разных организациях: заводе Лели, клубе им. Урицкого, авторемонтном заводе, заводе Кольберга, клубе таганрогского завода «Красный Котельщик», для служащих Донпродкома, для рабочих фабрики б. Панченко.
Все серьёзные организационные вопросы, включая приём в труппу актёров, решались специально созданным советом.
В 1920 году «Театральной мастерской» была поставлена драматическая поэма «Гондла» Николая Гумилёва. Автор, проездом оказавшись в Ростове, познакомился с труппой и пообещал посодействовать в переезде театра в Петроград.
В сентябре 1921 года театр перебрался в Петроград. Петроградский губернский политико-просветительский отдел взял театр под своё покровительство.
8 января 1922 года в зале Владимирского клуба на Владимирском проспекте, 12 начались спектакли «Театральной мастерской». Спектакли открылись пьесой Гумилёва, публика требовала «Автора!!!», но Гумилёв к этому времени уже был расстрелян.
В Петрограде театр просуществовал недолго, распавшись тихо и незаметно.

## Известные участники
- Арапов, Анатолий Афанасьевич (1876—1949) — живописец, график, сценограф.
- Большинцов, Мануэль Владимирович (1902—1954) — кинодраматург и режиссёр.
- Вейсбрем, Павел Карлович (1899—1963) — театральный режиссёр.
- Гнесин, Михаил Фабианович (1883—1957) — композитор, педагог, музыкально-общественный деятель.
- Костомолоцкий, Александр Иосифович (1897—1971) — советский актёр.
- Литвак, Анатолий Михайлович (1902—1974) — режиссёр, продюсер, сценарист, монтажёр. Работал в Германии, Франции, США.
- Надеждов, Аркадий Борисович (1886—1939) — российский театральный режиссёр.
- Сарьян, Мартирос Сергеевич (1880—1972) — живописец-пейзажист, график и театральный художник.
- Тусузов, Георгий Баронович (1891—1986) — актёр театра и кино, Заслуженный артист РСФСР.
- Холодов, Рафаил Моисеевич (1900—1975) — актёр Московского театра сатиры.
- Шварц, Евгений Львович (1896—1958) — актёр, русский советский писатель, драматург.
- Шварц, Антон Исаакович (1896—1954) — артист эстрады, мастер художественного слова.